# Karlis Ozols
Karlis Alexandrs Ozols (* 9. August 1912 in Riga; † 23. März 2001 in Melbourne) war ein lettischer Schachmeister. Gegen Ozols wurde wegen des Verdachts auf Verbrechen im Zweiten Weltkrieg ermittelt, er wurde jedoch nicht angeklagt.

## Leben und Schachkarriere
Ozols wurde nach eigenen Angaben am 9. August 1912 in Riga geboren, jedoch wurde sein Geburtsdatum oftmals von Journalisten als der 9. Oktober 1912 angegeben. Er soll im Alter von 15 Jahren das Schachspiel erlernt haben, jedoch konnten bei einem entsprechenden Artikel auch andere Details nicht von Historikern verifiziert werden.
Ozols studierte Rechtswissenschaften an der Universität von Riga.
Bei der lettischen Schachmeisterschaft 1931 erreichte Ozols den fünften Platz. Als Mitglied der lettischen Mannschaft bei der Schach-Olympia 1936 erreichte er mit +7 =7 −1 mit dieser den sechsten Platz unter 21 teilnehmenden Staaten. Das Turnier von Ķemeri 1937 beendete Ozols gemeinsam mit Wolfgang Hasenfuss auf dem letzten Platz. Die Schacholympiade 1937 beendete er mit +2 =3 −5 und dem 11. Platz für die lettische Mannschaft. Bis nach dem Zweiten Weltkrieg sind keine weiteren schachlichen Erfolge von ihm bekannt.
1947 wurde Ozols Fünfter beim Mattison-Gedenkturnier in Hanau. 1949 siedelte er nach Australien über, wo er im selben Jahr dem Melbourne Chess Club beitrat und die Meisterschaft von Victoria mit +9 =1 −0 gewann. Insgesamt gewann er bis 1971 diese Meisterschaft neunmal. Das Australian Open Tournament in Melbourne gewann er 1949–1950 und 1951–1952. Am 17. Oktober 1956 wurde er australischer Staatsbürger. Ozols gewann geteilt die australische Meisterschaft 1956–1957. Im Jahr 1963 gewann er ein Turnier in Melbourne mit +6 =1 −0 vor Alexander Kotow, den er bei der direkten Begegnung besiegte.
Ozols wandte sich dem Fernschach zu und wurde 1972 Internationaler Fernschachmeister.
Am 23. März 2001 starb Ozols in Melbourne.

## Partiebeispiel
|   | a | b | c | d | e | f | g | h |   |
| 8 |   |   |   |   |   |   |   |   | 8 |
| 7 |   |   |   |   |   |   |   |   | 7 |
| 6 |   |   |   |   |   |   |   |   | 6 |
| 5 |   |   |   |   |   |   |   |   | 5 |
| 4 |   |   |   |   |   |   |   |   | 4 |
| 3 |   |   |   |   |   |   |   |   | 3 |
| 2 |   |   |   |   |   |   |   |   | 2 |
| 1 |   |   |   |   |   |   |   |   | 1 |
|   | a | b | c | d | e | f | g | h |   |

Die folgende Partie wurde bei einem Einladungsturnier im Melbourne Chess Club 1963 gespielt.
Karlis Ozols – Alexander Kotow
Melbourne 1963
Englische Eröffnung
1. c4 d6 2. g3 g6 3. Lg2 Lg7 4. Sc3 e5 5. e3 Se7 6. Sge2 0–0 7. 0–0 Sbc6 8. Sd5 f5 9. d3 Kh8 10. Sec3 g5 11. f4 gxf4 12. gxf4 Sg6 13. Dh5 exf4 14. Sxf4 Sxf4 15. Txf4 Se5 16. Th4 h6 17. e4 Sg4 18. Sd5 c6 19. Txg4 fxg4 20. Lxh6 Kg8 21. Lg5 cxd5 22. Lxd8 Txd8 23. Dxd5+ Kh8 24. d4 Ld7 25. Dh5+ Kg8 26. e5 Le6 27. Le4 Td7 28. d5 Lf7 29. Dh7+ Kf8 30. Df5 Te7 31. e6 Tc8 32. Ld3 Lxb2 33. Tf1 Ld4+ 34. Kh1 Tcc7 35. Dxg4 und 1:0

## Ermittlungen gegen Ozols
1979 gab Ozols in einem Artikel in der Chess Review an, bei der Ankunft der Deutschen in Riga im Zweiten Weltkrieg dort gewesen zu sein. Er habe sich auf einen Aufruf der Nationalsozialisten gemeldet, jedoch nur Wachaufgaben ausgeführt.
1992 wurde von einer Special Investigations Unit in Australien gegen Ozols wegen des Verdachts auf Völkermord und Kriegsverbrechen nach Artikel 71 und 74 des lettischen Strafrechts ermittelt. Eine Special Investigations Unit in Australien ging 1992 davon aus, dass Karlis Ozols an mehreren tausend Morden beteiligt war. Er soll am 1. Juli 1941 der lettischen Sicherheitspolizei (Kommando Arājs) beigetreten sein und 1942 eine Ausbildung vom Sicherheitsdienst an der Sicherheitspolizeischule Drögen in Fürstenberg/Havel erhalten haben. Zwischen dem 24. Juli 1942 und dem 27. September 1943 soll er eine Einheit von etwa 100 Letten angeführt haben, die bei Deportationen und Morden an Juden halfen. Bei den Morden an über 10.000 Juden im Ghetto Minsk zwischen Juli 1942 und September 1943 soll Ozols mehrere Morde selbst ausgeführt haben. Am 8. und 9. Februar 1943 soll Ozols eine Einheit von etwa 110 Letten kommandiert haben, die im Ghetto der Stadt Sluzk der SS bei der Ermordung von 2.000 Juden half. Dabei sollen auch Befehle von Adolf Hitler angenommen worden sein. Am 20. Juli 1944 soll Ozols den Rang des Obersturmführers sowie das Kriegsverdienstkreuz II erhalten haben und im Dezember 1944 untergetaucht sein.
Die Special Investigations Unit wurde jedoch noch 1992 von der australischen Bundesregierung aufgelöst. Eine Wiederaufnahme der Ermittlungen durch den Director of Public Prosecutions wurde durch den General Attorney verhindert. 1995 verhinderte das Justizministerium eine Wiederaufnahme mit Hinweis auf die angespannte Finanzlage. Zu einem Gerichtsverfahren kam es nicht.